# سيندي فيليبس
سيندي فيليبس هي لاعبة كمال أجسام كندية، ولدت في 31 أكتوبر 1983 في نوفا سكوشا في كندا.